# Gwiazdy polskiej muzyki lat 80. (album Oddziału Zamkniętego)
Gwiazdy polskiej muzyki lat 80. – kompilacyjny album zespołu Oddział Zamknięty, wydany w roku 2007. Płyta pochodzi z kolekcji Dziennika i jest czwartą częścią cyklu "Gwiazdy polskiej muzyki lat 80.".

## Lista utworów
1. „Zabijać siebie” (W. Łuczaj-Pogorzelski – K. Jaryczewski) – 3:34
2. „Ten wasz świat” (W. Łuczaj-Pogorzelski – K. Jaryczewski) – 3:36
3. „Andzia i ja” (A. Szpilman – K. Jaryczewski) – 2:38
4. „Party” (W. Łuczaj-Pogorzelski – K. Jaryczewski) – 4:55
5. „Świat rad” (K. Jaryczewski – K. Jaryczewski) – 5:28
6. „Bobby X” (K. Zawadka – K. Jaryczewski) – 2:56
7. „Odmienić los” (W. Kania – K. Jaryczewski) – 3:08
8. „Horror” (M. Ciempiel – K. Jaryczewski) – 2:26
9. „Debiut” (W. Łuczaj-Pogorzelski – K. Jaryczewski) – 5:11
10. „To tylko pech” (K. Zawadka – K. Jaryczewski) – 3:13
11. „Twój każdy krok” (W. Łuczaj-Pogorzelski – K. Jaryczewski) – 5:04
12. „Pokusy” (M. Ciempiel – K. Jaryczewski) – 3:36
13. „Ich marzenia” (W. Łuczaj-Pogorzelski – K. Jaryczewski) – 4:17
14. „Obudź się” (W. Łuczaj-Pogorzelski – K. Jaryczewski) – 5:07

## Skład
- Krzysztof Jaryczewski – śpiew
- Wojciech Łuczaj-Pogorzelski – śpiew, gitara
- Włodzimierz Kania – śpiew, gitara
- Krzysztof Zawadka – gitara
- Paweł Mścisławski – gitara basowa
- Marcin Ciempiel – gitara basowa
- Jarosław Szlagowski – perkusja
- Michał Coganianu – perkusja